# Р-400
Р-400 Ока (название на НАТО: SS-23 Spider) е съветска оперативно-тактическа балистична ракета, създадена в края на Студената война. Била е на въоръжение за кратко, тъй като обсегът ѝ не е бил съобразен с Договора за ликвидиране на ракетите със среден обсег на действие между САЩ и СССР. Бивши оператори на ракетата са Русия, България, ГДР и Чехословакия. Стандартният модел на ракетата има обсег от 480 км и носи една ядрена бойна глава АА-60. Също така използва и конвенциални бойни глави. Българските ракети са били базирани в село Телиш в близост до град Плевен.
Бивши оператори
 БългарияПремахнати през 2002 г
 ЧехияПремахнати през 1990 г
 ЧехословакияПредадени на държавите наследници (Чехия и Словакия)
 ГДРПремахнати през 90-те години на миналия век, малко преди обединението със Западна Германия.
 СловакияПремахнати през 2000 г
 СССРПоетапно премахнати според указанията на Договора за ликвидиране на ракетите със среден обсег на действие